# Kvívík község
Kvívík község (feröeriül: Kvívíkar kommuna) egy község Feröeren. Streymoy nyugati részén fekszik. A Føroya Kommunufelag önkormányzati szövetség tagja.

## Történelem
A község jelenlegi formájában 1913-ban jött létre Norðstreymoy egyházközség szétválásával.

## Önkormányzat és közigazgatás

### Települések
| Település | Népesség | Mióta a község része | Előző község              | Megjegyzés         |
| --------- | -------- | -------------------- | ------------------------- | ------------------ |
| Kvívík    | 389      | 1913                 | Norðstreymoy egyházközség | A község székhelye |
| Leynar    | 108      | 1913                 | Norðstreymoy egyházközség |                    |
| Skælingur | 13       | 1913                 | Norðstreymoy egyházközség |                    |
| Stykkið   | 40       | 1913                 | Norðstreymoy egyházközség |                    |
| Válur     | 47       | 1913                 | Norðstreymoy egyházközség |                    |

### Polgármesterek
- Dánjal Petur Müller (2009–)[5]
- Boje Christensen ( – 2008)[4]

## Népesség
| Év              | Lakosság |
| --------------- | -------- |
| 1986. január 1. | 529      |
| 1991. január 1. | 578      |
| 1996. január 1. | 570      |
| 2001. január 1. | 566      |
| 2006. január 1. | 607      |